# Anne Will
Anne Will (Colonia, 18 marzo 1966) è una giornalista e conduttrice televisiva tedesca.

## Biografia
Anne Will è cresciuta a Hürth dove ha studiato storia, politica e lingua inglese. Dal 1985 lavora come giornalista professionista, prima per quotidiani locali come Kölnische Rundschau e Berliner Volksblatt e poi per il magazine sportivo Sportschau (dal novembre del 1999).
Dopo la laurea all'università di Colonia ha lavorato anche in televisione, conducendo il TG sportivo Tagesthemen, in onda a tarda serata, dal 14 aprile del 2001 al 24 giugno del 2007. Dal 16 settembre del 2007 presenta il talk show politico Anne Will.
Protagonista di numerose cause umanitarie, come quelle promosse dall'UNICEF, è attivamente coinvolta nella lotta contro le mine antiuomo che martoriano il pianeta. Anne Will è un mito, esempio di serietà e coraggio politico, che sfrutta la propria visibilità per le cause di interesse pubblico e non si contamina con scandali da rotocalco.
Attiva in politica internazionale, è ambasciatrice UNICEF, nel novembre del 2007 ha fatto coming out affermando di essere lesbica.
Il coming out avviene al termine di una manifestazione al Museo Ebraico di Berlino, quando confessa ai microfoni dei colleghi giornalisti: “[Si, siamo una coppia. Amo Miriam da cinque anni]”. È questo il nome della partner della Will, Miriam Meckel, anche lei giornalista, direttrice e professoressa all'istituto di media e comunicazione dell'Università svizzera St. Gallen. Nonostante il prevedibile scalpore, la notizia era nell'aria da quando, nel 2002, la coppia si era presentata unita alla Federal Press Ball.